# Velvet (artist)
Jenny Marielle Pettersson, född 5 november 1975 i Helsingborg, är en svensk sångerska och dansös, känd under artistnamnet Velvet.

## Bakgrund
Pettersson utbildade sig vid Balettakademin i Stockholm. Hon har även arbetat på Wallmans salonger och Blue Moon Bar. Hon har sjungit med artister som exempelvis Meat Loaf, Sanne Salomonsen, Carola Häggkvist, Lena Philipsson, E-Type och Darin.

## Velvet
2005 debuterade hon under namnet Velvet med singeln "Rock Down To (Electric Avenue)", vilken klättrade till plats 6 på försäljningslistan i både Sverige och Ryssland. Hennes åtta första singlar tog sig alla in på topp 20 i Sverige. Den 21 februari 2007 släpptes singeln "Fix Me", som klättrade till plats 14 på amerikanska listan Hot Dance Airplay. Samma år släppte hon singeln "Chemistry", som är hennes enda singelframgång i Finland.
Den 12 september 2008 deltog hon i SVT:s underhållningsprogram Doobidoo.

## Melodifestivalen
I Melodifestivalen 2005 medverkade Pettersson i flera bidrag som dansare och körsångare. Hon följde även med det årets vinnare, Martin Stenmarck, till finalen av Eurovision Song Contest i Kiev, Ukraina. 
Hon ställde upp som Velvet i Melodifestivalen 2006 med låten Mi Amore, som tävlade i den andra deltävlingen, sänd från Karlstad 25 februari. Därifrån tog sig bidraget vidare till Andra chansen, som avgjordes i Stockholm 12 mars, men där slogs den ut ur tävlingen.
Den 9 februari 2008 deltog hon i Melodifestivalens första delfinal i Scandinavium i Göteborg. Hennes bidrag Déjà Vu slutade på femte plats och var därmed utslagen ur tävlingen.
2009 var hon tillbaka till Melodifestivalen med bidraget The Queen, som hon tävlade med i den tredje deltävlingen i Leksand 21 februari. Bidraget slogs ut i och med sin slutposition på plats 6.

## Privatliv
Velvet är numera (2018) bosatt i Marbella, och är singel.

## Diskografi

### Album
- 2006 – Finally
- 2009 – The Queen

### Singlar
| Släppnings- datum | Titel                                          | List- position         | Sålda ex. |
| ----------------- | ---------------------------------------------- | ---------------------- | --------- |
| 2005              | Rock Down To (Electric Avenue)                 | #6 SE, #6 POL, #71 EUR |           |
| 2005              | Don't Stop Movin'                              | #8 SE, #170 EUR        |           |
| 2006              | Mi Amore                                       | #5 SE, #181 EUR        |           |
| 2007              | Fix Me                                         | #7 SE, #32 POL         |           |
| 2007              | Chemistry                                      | #6 SE, #20 POL         |           |
| 2008              | Déjà Vu                                        | #2 SE                  |           |
| 2008              | Take My Body Close                             | #8 SE #18 POL          |           |
| 2009              | The Queen                                      | #15 SE                 |           |
| 2009              | Come Into the Night                            | #44 SE #93 POL         |           |
| 2010              | Victorious feat. Linda Bengtzing               | #15                    |           |
| 2010              | My Destiny                                     | #49                    |           |
| 2011              | Love Struck                                    |                        |           |
| 2014              | Enemy                                          |                        |           |
| 2015              | Friendly Fire                                  |                        |           |
| 2017              | Don't Stop feat. Therese Grankvist             |                        |           |
| 2020              | Saturday or Sunday Night feat. House of Dreams |                        |           |